# 켈리 올리닉
켈리 타일러 올리닉(영어: Kelly Tyler Olynyk, 영어 발음: /oʊˈlɪnɪk/, 1991년 4월 19일~)은 캐나다의 농구 선수로 포지션은 파워 포워드와 센터이다. 현재 전미 농구 협회(NBA)의 워싱턴 위저즈와 캐나다 대표팀 소속으로 뛰고 있다.